# Collegi elettorali del Senato della Repubblica del 1948
I collegi elettorali del Senato della Repubblica del 1948 furono stabiliti per le prime elezioni politiche della Repubblica Italiana e rimasero in vigore, con piccole modifiche, anche per le successive elezioni, fino al 1993.

## Storia
Ai fini delle prime elezioni del Senato della Repubblica il territorio italiano venne suddiviso in circoscrizioni elettorali, tramite Legge del 6 febbraio 1948 n. 29, corrispondenti alle regioni italiane, in ottemperanza alla Costituzione italiana che prescrive, all'art. 57, che «il Senato della Repubblica è eletto a base regionale». Fece però eccezione la Regione Abruzzi e Molise la quale, provvisoriamente, venne suddivisa in 2 circoscrizioni distinte, per un totale quindi di 20 circoscrizioni.
A sua volta ogni circoscrizione fu divisa in collegi, per un totale di 237, stabiliti in base al D.P.R. del 6 febbraio 1948, n. 30.
Le circoscrizioni divennero 19 dal 1953, come le regioni italiane, per tornare definitivamente 20 a seguito delle creazione della Regione Molise nel 1963. Due anni prima però era stata creata una circoscrizione speciale per il Territorio Libero di Trieste, mai utilizzata per nessuna elezione.
La ripartizione dei collegi invece restò pressoché invariata nel tempo, con l'aggiunta di un collegio in più nel 1963 alla Regione Friuli-Venezia Giulia per l'annessione del territorio di Trieste.
Questo assetto territoriale restò in vigore fino al 1993, quando la Legge 4 agosto 1993 n. 276 di tipo maggioritario confermò le circoscrizioni elettorali in forza dei dettami della Costituzione italiana, ma abolì i 238 collegi elettorali di lista.

## Elenco delle circoscrizioni e dei collegi
| Circoscrizioni elettorali | Collegi elettorali                 |
| ------------------------- | ---------------------------------- |
| Piemonte                  | Alessandria-Tortona                |
| Piemonte                  | Casale Monferrato - Chivasso       |
| Piemonte                  | Acqui Terme - Novi Ligure          |
| Piemonte                  | Asti                               |
| Piemonte                  | Cuneo-Saluzzo                      |
| Piemonte                  | Alba                               |
| Piemonte                  | Mondovì                            |
| Piemonte                  | Novara                             |
| Piemonte                  | Verbano-Cusio-Ossola               |
| Piemonte                  | Ivrea                              |
| Piemonte                  | Susa                               |
| Piemonte                  | Pinerolo                           |
| Piemonte                  | Torino Centro                      |
| Piemonte                  | Torino FIAT Aeritalia Ferriere     |
| Piemonte                  | Torino Dora Oltre Stura Collina    |
| Piemonte                  | Vercelli                           |
| Piemonte                  | Biella                             |
| Valle d'Aosta             | Aosta                              |
| Lombardia                 | Bergamo                            |
| Lombardia                 | Clusone                            |
| Lombardia                 | Treviglio                          |
| Lombardia                 | Breno                              |
| Lombardia                 | Brescia                            |
| Lombardia                 | Chiari                             |
| Lombardia                 | Salò                               |
| Lombardia                 | Como                               |
| Lombardia                 | Lecco                              |
| Lombardia                 | Cantù                              |
| Lombardia                 | Cremona                            |
| Lombardia                 | Crema                              |
| Lombardia                 | Mantova                            |
| Lombardia                 | Ostiglia                           |
| Lombardia                 | Milano I                           |
| Lombardia                 | Milano II                          |
| Lombardia                 | Milano III                         |
| Lombardia                 | Milano IV                          |
| Lombardia                 | Milano V                           |
| Lombardia                 | Milano VI                          |
| Lombardia                 | Abbiategrasso                      |
| Lombardia                 | Rho                                |
| Lombardia                 | Monza                              |
| Lombardia                 | Vimercate                          |
| Lombardia                 | Lodi                               |
| Lombardia                 | Voghera                            |
| Lombardia                 | Vigevano                           |
| Lombardia                 | Pavia                              |
| Lombardia                 | Sondrio                            |
| Lombardia                 | Varese                             |
| Lombardia                 | Busto Arsizio                      |
| Trentino Alto-Adige       | Trento                             |
| Trentino Alto-Adige       | Rovereto                           |
| Trentino Alto-Adige       | Pergine Valsugana                  |
| Trentino Alto-Adige       | Mezzolombardo                      |
| Trentino Alto-Adige       | Bolzano                            |
| Trentino Alto-Adige       | Bressanone                         |
| Veneto                    | Belluno                            |
| Veneto                    | Padova                             |
| Veneto                    | Este                               |
| Veneto                    | Cittadella                         |
| Veneto                    | Rovigo                             |
| Veneto                    | Adria                              |
| Veneto                    | Treviso                            |
| Veneto                    | Vittorio Veneto - Montebelluna     |
| Veneto                    | Conegliano-Oderzo                  |
| Veneto                    | Venezia                            |
| Veneto                    | Mirano                             |
| Veneto                    | San Donà di Piave                  |
| Veneto                    | Chioggia                           |
| Veneto                    | Verona I                           |
| Veneto                    | Verona Collina                     |
| Veneto                    | Verona Pianura                     |
| Veneto                    | Vicenza                            |
| Veneto                    | Schio                              |
| Veneto                    | Bassano del Grappa                 |
| Friuli-Venezia Giulia     | Tolmezzo                           |
| Friuli-Venezia Giulia     | Udine                              |
| Friuli-Venezia Giulia     | Cividale del Friuli                |
| Friuli-Venezia Giulia     | San Vito al Tagliamento            |
| Friuli-Venezia Giulia     | Pordenone                          |
| Friuli-Venezia Giulia     | Gorizia                            |
| Liguria                   | Imperia                            |
| Liguria                   | Savona                             |
| Liguria                   | Genova I                           |
| Liguria                   | Genova II                          |
| Liguria                   | Genova III                         |
| Liguria                   | Genova IV                          |
| Liguria                   | Chiavari                           |
| Liguria                   | La Spezia                          |
| Emilia-Romagna            | Bologna I                          |
| Emilia-Romagna            | Bologna II                         |
| Emilia-Romagna            | Bologna III - Imola                |
| Emilia-Romagna            | Ferrara                            |
| Emilia-Romagna            | Portomaggiore                      |
| Emilia-Romagna            | Rimini                             |
| Emilia-Romagna            | Cesena                             |
| Emilia-Romagna            | Forlì-Faenza                       |
| Emilia-Romagna            | Modena                             |
| Emilia-Romagna            | Carpi                              |
| Emilia-Romagna            | Parma                              |
| Emilia-Romagna            | Borgotaro-Salsomaggiore            |
| Emilia-Romagna            | Piacenza                           |
| Emilia-Romagna            | Fiorenzuola d'Arda - Fidenza       |
| Emilia-Romagna            | Ravenna                            |
| Emilia-Romagna            | Reggio Emilia                      |
| Emilia-Romagna            | Castelnuovo ne' Monti - Sassuolo   |
| Toscana                   | Arezzo                             |
| Toscana                   | Montevarchi                        |
| Toscana                   | Firenze I                          |
| Toscana                   | Firenze II                         |
| Toscana                   | Firenze III                        |
| Toscana                   | Prato                              |
| Toscana                   | Grosseto                           |
| Toscana                   | Livorno                            |
| Toscana                   | Lucca                              |
| Toscana                   | Viareggio                          |
| Toscana                   | Massa-Carrara                      |
| Toscana                   | Pisa                               |
| Toscana                   | Volterra                           |
| Toscana                   | Pistoia                            |
| Toscana                   | Siena                              |
| Umbria                    | Perugia I                          |
| Umbria                    | Perugia II                         |
| Umbria                    | Foligno-Spoleto                    |
| Umbria                    | Città di Castello                  |
| Umbria                    | Terni                              |
| Umbria                    | Orvieto                            |
| Marche                    | Ancona                             |
| Marche                    | Senigallia                         |
| Marche                    | Pesaro-Fano                        |
| Marche                    | Urbino                             |
| Marche                    | Macerata                           |
| Marche                    | Fermo                              |
| Marche                    | Ascoli Piceno                      |
| Lazio                     | Frosinone                          |
| Lazio                     | Sora-Cassino                       |
| Lazio                     | Latina                             |
| Lazio                     | Rieti                              |
| Lazio                     | Roma I                             |
| Lazio                     | Roma II                            |
| Lazio                     | Roma III                           |
| Lazio                     | Roma IV                            |
| Lazio                     | Roma V                             |
| Lazio                     | Roma VI                            |
| Lazio                     | Roma VII                           |
| Lazio                     | Roma VIII                          |
| Lazio                     | Velletri                           |
| Lazio                     | Tivoli                             |
| Lazio                     | Civitavecchia                      |
| Lazio                     | Viterbo                            |
| Abruzzo                   | Chieti                             |
| Abruzzo                   | Lanciano-Vasto                     |
| Abruzzo                   | L'Aquila-Sulmona                   |
| Abruzzo                   | Avezzano                           |
| Abruzzo                   | Pescara                            |
| Abruzzo                   | Teramo                             |
| Molise                    | Campobasso-Isernia                 |
| Molise                    | Larino                             |
| Campania                  | Avellino                           |
| Campania                  | Sant'Angelo dei Lombardi           |
| Campania                  | Benevento-Ariano Irpino            |
| Campania                  | Cerreto Sannita                    |
| Campania                  | Caserta                            |
| Campania                  | Santa Maria Capua Vetere-Aversa    |
| Campania                  | Piedimonte d'Alife-Sessa Aurunca   |
| Campania                  | Napoli I                           |
| Campania                  | Napoli II                          |
| Campania                  | Napoli III                         |
| Campania                  | Napoli IV                          |
| Campania                  | Napoli V                           |
| Campania                  | Napoli VI                          |
| Campania                  | Afragola                           |
| Campania                  | Castellammare di Stabia            |
| Campania                  | Nola                               |
| Campania                  | Torre del Greco                    |
| Campania                  | Salerno                            |
| Campania                  | Nocera Inferiore                   |
| Campania                  | Eboli                              |
| Campania                  | Sala Consilina-Vallo della Lucania |
| Puglia                    | Bari                               |
| Puglia                    | Barletta-Trani                     |
| Puglia                    | Molfetta                           |
| Puglia                    | Bitonto                            |
| Puglia                    | Altamura                           |
| Puglia                    | Monopoli                           |
| Puglia                    | Brindisi                           |
| Puglia                    | Foggia-San Severo                  |
| Puglia                    | Lucera                             |
| Puglia                    | Cerignola                          |
| Puglia                    | Taranto                            |
| Puglia                    | Martina Franca                     |
| Puglia                    | Lecce                              |
| Puglia                    | Gallipoli-Galatina                 |
| Puglia                    | Tricase                            |
| Basilicata                | Matera                             |
| Basilicata                | Tricarico                          |
| Basilicata                | Potenza                            |
| Basilicata                | Corleto Perticara                  |
| Basilicata                | Lagonegro                          |
| Basilicata                | Melfi                              |
| Calabria                  | Catanzaro                          |
| Calabria                  | Vibo Valentia                      |
| Calabria                  | Crotone                            |
| Calabria                  | Nicastro                           |
| Calabria                  | Cosenza                            |
| Calabria                  | Castrovillari-Paola                |
| Calabria                  | Rossano                            |
| Calabria                  | Palmi                              |
| Calabria                  | Reggio Calabria                    |
| Calabria                  | Locri                              |
| Sicilia                   | Agrigento                          |
| Sicilia                   | Sciacca                            |
| Sicilia                   | Caltanissetta                      |
| Sicilia                   | Piazza Armerina                    |
| Sicilia                   | Acireale                           |
| Sicilia                   | Catania I                          |
| Sicilia                   | Catania II                         |
| Sicilia                   | Caltagirone                        |
| Sicilia                   | Enna                               |
| Sicilia                   | Messina                            |
| Sicilia                   | Barcellona Pozzo di Gotto          |
| Sicilia                   | Patti                              |
| Sicilia                   | Partinico-Monreale                 |
| Sicilia                   | Palermo I                          |
| Sicilia                   | Palermo II                         |
| Sicilia                   | Corleone-Bagheria                  |
| Sicilia                   | Termini Imerese-Cefalù             |
| Sicilia                   | Ragusa                             |
| Sicilia                   | Siracusa                           |
| Sicilia                   | Noto                               |
| Sicilia                   | Trapani                            |
| Sicilia                   | Alcamo                             |
| Sardegna                  | Cagliari                           |
| Sardegna                  | Oristano                           |
| Sardegna                  | Iglesias                           |
| Sardegna                  | Nuoro                              |
| Sardegna                  | Sassari                            |
| Sardegna                  | Tempio-Ozieri                      |

## Modifiche

### 1948
A soli 22 giorni dalla istituzione dei collegi vennero effettuate alcune rettifiche tramite D.P.R. del 28 febbraio 1948, n. 84.

### 1953
L'originario art. 133 Cost. contemplava la regione "Abruzzi e Molise", ma la IV disposizione transitoria aveva disposto che, per la prima elezione del Senato, il Molise fosse considerato come regione a sé stante. Nel 1953, pertanto, in luogo di due circoscrizioni ne fu operativa una sola.
| Circoscrizioni elettorali | Collegi elettorali |
| ------------------------- | ------------------ |
| Abruzzi e Molise          | Chieti             |
| Abruzzi e Molise          | Lanciano-Vasto     |
| Abruzzi e Molise          | L'Aquila-Sulmona   |
| Abruzzi e Molise          | Avezzano           |
| Abruzzi e Molise          | Pescara            |
| Abruzzi e Molise          | Teramo             |
| Abruzzi e Molise          | Campobasso-Isernia |
| Abruzzi e Molise          | Larino             |

### 1958
Nel 1958 il collegio elettorale di Senigallia divenne il collegio elettorale di Jesi-Senigallia;

### 1961
Con l'annessione del Territorio Libero di Trieste all'Italia, inizialmente venne varata la nuova e provvisoria circoscrizione di Trieste. Questa circoscrizione non divenne mai operante, in attesa delle norme di attuazione e pertanto, con la riforma generale del Senato, la Provincia di Trieste venne inclusa nel Friuli-Venezia Giulia, in forza della normale suddivisione regionale del Senato della Repubblica.

### 1963
In base alla Legge del 14 febbraio 1963 n.55, la circoscrizione Friuli-Venezia Giulia ottenne un collegio in più e venne così risuddivisa:
| Circoscrizione elettorale | Collegi elettorali  |
| ------------------------- | ------------------- |
| Friuli-Venezia Giulia     | Gorizia             |
| Friuli-Venezia Giulia     | Trieste I           |
| Friuli-Venezia Giulia     | Trieste II          |
| Friuli-Venezia Giulia     | Cividale del Friuli |
| Friuli-Venezia Giulia     | Pordenone           |
| Friuli-Venezia Giulia     | Tolmezzo            |
| Friuli-Venezia Giulia     | Udine               |

Nello stesso anno, con l'istituzione della Regione Molise, la circoscrizione Abruzzi e Molise venne nuovamente divisa in quanto appartenente a due regioni differenti.
| Circoscrizioni elettorali | Collegi elettorali |
| ------------------------- | ------------------ |
| Abruzzo                   | Chieti             |
| Abruzzo                   | Lanciano-Vasto     |
| Abruzzo                   | L'Aquila-Sulmona   |
| Abruzzo                   | Avezzano           |
| Abruzzo                   | Pescara            |
| Abruzzo                   | Teramo             |
| Molise                    | Campobasso-Isernia |
| Molise                    | Larino             |

### 1972
Nel 1972 il collegio elettorale di Nicastro divenne il collegio elettorale di Lamezia Terme.